# People (álbum de James Brown)
People é o 52º álbum de estúdio do músico americano James Brown. O álbum foi lançado em março de 1980 pela Polydor Records.

## Faixas
| N.º | Título                          | Duração |  |
| 1.  | "Regrets"                       | 6:27    |  |
| 2.  | "Don't Stop the Funk"           | 6:04    |  |
| 3.  | "That's Sweet Music"            | 4:06    |  |
| 4.  | "Let the Funk Flow"             | 6:33    |  |
| 5.  | "Stone Cold Drag"               | 4:13    |  |
| 6.  | "Are We Really Dancing"         | 4:18    |  |
| 7.  | "Sometimes That's All There Is" | 3:25    |  |